# Melisma
En música, melisma (del griego “canto”) es la técnica de cambiar la altura musical de una sílaba de la letra de una canción mientras se canta.
A la música cantada de esta forma se la conoce como melismática, como opuesta a silábica, en la cual cada sílaba del texto está emparejada con una simple nota. Según Jesús Giralt i Radigales, puede hacer referencia a la música de la Antigua Grecia, en la que una nota larga se sustituía por una sucesión de notas breves, o al canto gregoriano, en el que se cantaban varias notas sobre una misma sílaba.

## Ejemplos
El villancico «Gloria», arreglado en 1937 por Edward Shippen Barnes del tradicional villancico francés «Los ángeles que hemos escuchado en las alturas» contiene una de las secuencias melismáticas (en la «o» de la palabra «gloria») más largas de la música cristiana. El villancico Ding Dong Merrily on High, arreglado por George Ratcliffe Woodward, contiene incluso un melisma más largo de 31 notas, también en la o de Gloria.

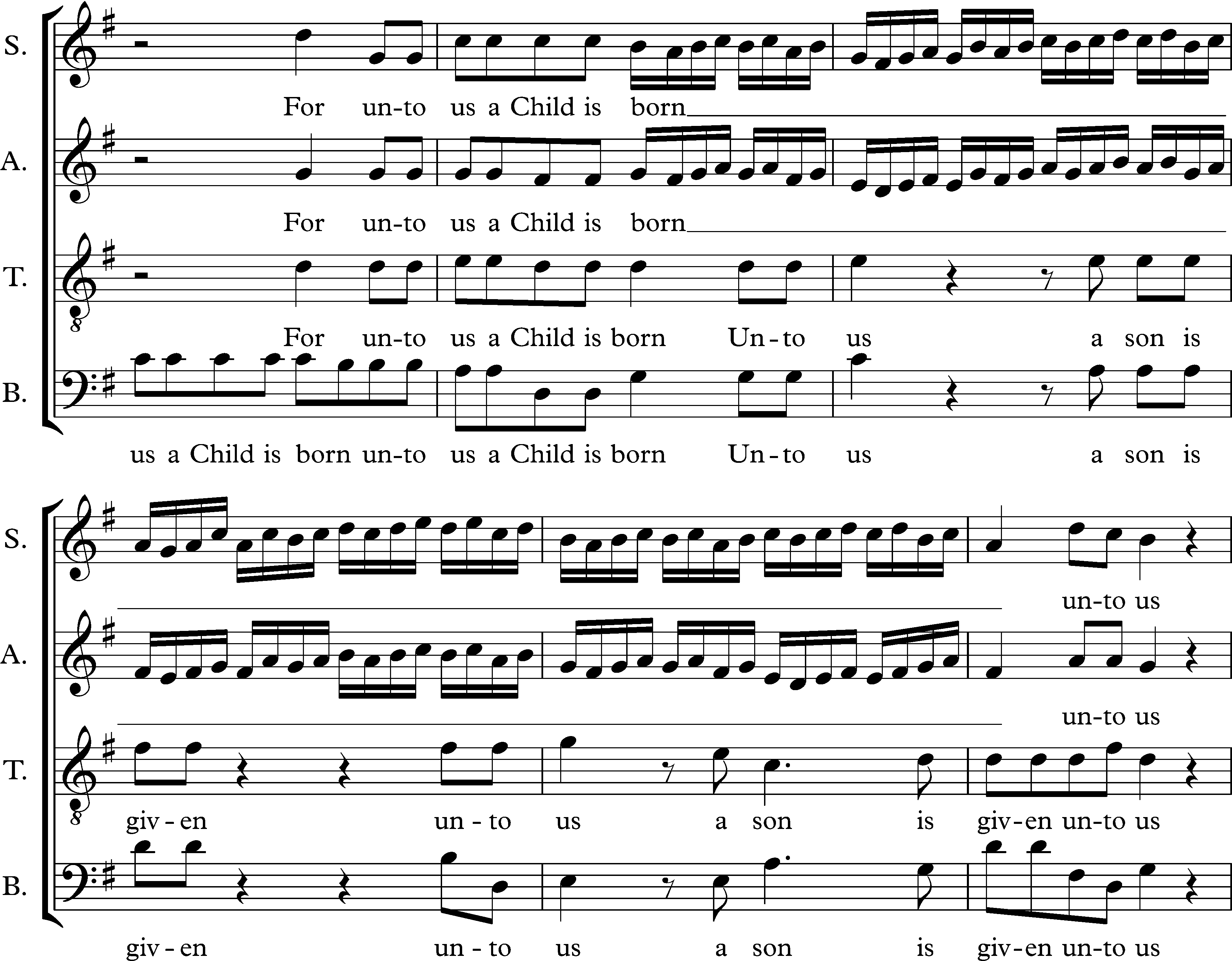
La obra El Mesías, de Haendel, contiene numerosos ejemplos de melisma, como estas 57 notas en la palabra monosílaba "born".

El Mesías, de Haendel, contiene numerosos ejemplos de melismas, como en el siguiente fragmento de For Unto Us a Child Is Born. Las líneas soprano y alto incluyen un melisma de 57 notas en la palabra born.

## Historia
En las culturas antiguas, este tipo de técnica musical se usaba para provocar un trance hipnótico en los oyentes, lo cual era útil para los antiguos ritos de iniciación mística, (como los misterios eleusinos) y el culto religioso. Este estilo se puede encontrar todavía hoy en parte de la música india y árabe. En la música occidental, el término se refiere más comúnmente al canto gregoriano, aunque también se utiliza para describir música de cualquier otro género, incluido el canto barroco, el flamenco y el góspel. Aretha Franklin, Stevie Wonder y Michael Jackson son representantes modernos de esta técnica.[cita requerida]
El melisma empezó a anotarse de forma escrita en algunos de los primitivos cantos del rito romano de la Iglesia católica. La fuente más antigua data de los alrededores del año 900. El gradual y el aleluya, en particular, se caracterizaron por ser melismáticos, al contrario del tracto, que es típicamente silábico. La repetición de modelos melódicos se evitaba de forma sistemática en este estilo.[cita requerida]
En la música bizantina se dieron también elementos melismáticos, y ello influyó asimismo en el rito romano que pasó a denominarse, gracias al Papa Gregorio I, canto gregoriano.[cita requerida]
El melisma se presenta también con frecuencia en la música popular de Medio Oriente, y aparece en África, Balcanes y Asia, y en la música popular occidental, por influencia de la música afroamericana y las técnicas vocales de artistas como Lisa Gerrard, Elisabeth Fraser, Janis Joplin, Christina Aguilera, Mariah Carey, Freddie Mercury, Stevie Wonder, Whitney Houston, Céline Dion, Florence Welch, Anouk Teeuwe, Beyoncé Knowles, Jessie J, Lila Downs, Jennifer Hudson, Sia y Declan Galbraith (en sus dos primeros álbumes, actualmente ha perdido esta capacidad, debido a su crecimiento y desarrollo).[cita requerida]
Melisma también es el nombre de un software para realizar varios tipos de análisis musical en representaciones MIDI (Temperley, 2001).

## Melisma digital
En los últimos años se ha comenzado a utilizar lo que se podría denominar el melisma digital. Se trata de un melisma producido digitalmente gracias a programas de edición de audio y como consecuencia del uso de Auto-Tune. En principio, ante la necesidad de corregir los defectos de voz, evolucionó en el uso de melodías o arreglos más complejos de carácter melismático producidos artificialmente. Esto puede encontrarse en cantantes del género reguetón, entre muchos otros. 